# Khulna (prowincja)
Khulna (bengal. খুলনা বিভাগ) – jedna z 7 prowincji Bangladeszu. Znajduje się w południowo-zachodniej części kraju. Stolicą prowincji jest miasto Khulna.